# 범 파토

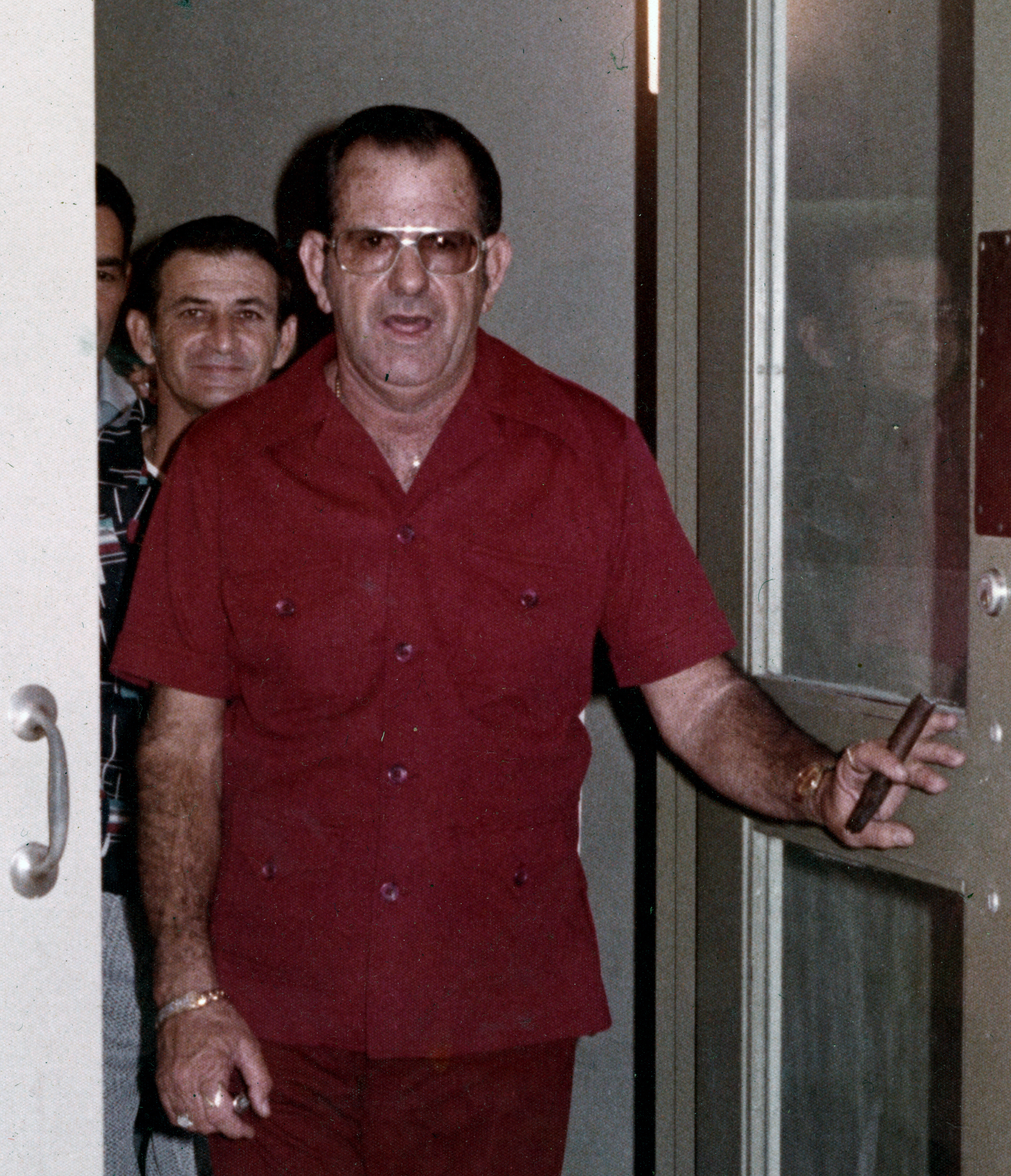

조셉 "범" 파토(영어: Joseph "Bum" Farto, 1919년 7월 3일 ~)는 플로리다주 키웨스트의 소방국장이자 마약 거래 유죄 판결을 받은 인물로, 1976년에 실종되었다.

## 어린 시절
파토의 아버지는 1902년 쿠바를 거쳐 스페인에서 키웨스트로 이주한 식당 주인이었다. 파토는 세 자녀 중 막내였으며, 어머니는 그가 어렸을 때 사망하였다. 어린 시절, 그는 자주 집 뒤에 있던 키웨스트의 1번 소방서에서 시간을 보냈다. 소방관들의 커피를 가져다 주고 신발을 닦아주었기 때문에 "범(Bum)"이라는 별명을 얻었으며, 10살 때 처음으로 출동하는 소방차에 몰래 올라탔다. 아버지가 사망하자 그는 학교를 그만두었다. 파토는 WPA(공공사업진흥국)의 국가청년관리국에서 일했으며 1942년에 소방관이 되었다. 1955년에 에스더 베이로와 결혼하였다.

## 경력
파토는 소방서에서 소방위, 소방경을 거쳐 마침내 1964년에 소방국장이 되었다. 《마이애미 헤럴드》의 인물 소개에서 파토는 지나치게 기민한 "움직이는 사람"으로 묘사되었으며, 책상 뒤에 앉아 있는 모습이 어색하고 가만히 있는 것이 "그저 자연스럽지 않아 보인다."라고 기술되었다.
리틀리그 팀도 관리하던 파토 소방국장은 화려한 스타일과 과시적인 행동으로 잘 알려져 있었다. 큰 시가를 피우고 금 장신구와 장미빛 안경을 착용한 모습이 자주 목격되었다. 그는 악령을 물리치기 위해 빨간색 옷, 주로 빨간색 정장을 입었으며, 그의 집은 빨간색 벽과 빨간색 거실 카펫이 특징이었다. 이러한 선호는 부두교에 대한 믿음 때문이라고 여겨졌지만, 파토의 친구 찰스 펠턴은 파토가 성 바르바라에 헌신적이었다고 말했다. 범 파토는 거울 같은 틴팅, 크롬 휠 캡, "엘 제페(El Jefe)" 번호판, 그리고 측면에 "엘 제페"라고 쓰인 라임색 포드 갤럭시 500을 운전했다. 그는 넥타이에 금으로 된 양날 소방도끼 핀을 달고 다녔다.
1968년, 공무원 인사위원회는 그에게 8가지 혐의로 30일간의 소방국장 직무 정지 처분을 내렸는데, 그 중에는 다른 소방관의 서명을 위조하여 90.73달러의 수표를 현금화한 혐의가 포함되어 있었다. 파토 소방국장의 조카가 이끄는 공무원 인사위원회는 결국 이 정직 처분을 유지하지 않기로 결정하면서 논란을 야기했다. 1971년 1월, 파토는 오토바이를 탄 순찰 경관을 치어 긴급 차량에 양보하지 않은 혐의로 기소되었다. 같은 달 후반, 그는 화재 출동 중 관개용 수로에 빠졌다. 그는 수영을 할 줄 몰랐기 때문에 근처에 있던 여러 응급 구조대원들이 그를 구조해야 했다.

## 체포와 유죄 판결
파토는 콘치 작전이라 불리는 함정 수사에서 위장 경찰관에게 코카인과 마리화나를 판매한 혐의로 체포되어 기소되었다. 이는 미국 마약단속국, 플로리다주 형사법집행부, 데이드군 조직범죄수사국이 6개월간 수행한 수사였다. 그는 28명의 마약 거래상 중 첫 번째로 체포되었다. 그는 마약 범죄자인 매니 존스, 시 변호사, 경찰서장의 아들과 함께 카운티 교도소에 수감되었다. 200명의 군중이 모여 지켜보았는데, 그 중에는 수배 중이던 헤로인 거래상도 있어 요원들이 알아보고 현장에서 체포하기도 했다. 파토는 1976년 2월 초에 30분 만에 유죄 판결을 받았다.

## 실종
마약 거래 혐의로 유죄 판결을 받은 파토는 최대 31년의 징역형에 직면했지만, 선고를 받기 전에 실종되었다. 1976년 2월 16일, 그는 2만 5천 달러의 보석금을 내고 렌터카를 몰고 키웨스트에서 북쪽으로 빠져나간 후 종적을 감추었다. 범 파토는 너무나 유명해서 경찰서에 있던 그의 수배 전단이 정체불명의 범인에 의해 찢겼을 때, 경찰서장은 "여기 모든 사람들이 어차피 그가 어떻게 생겼는지 알고 있다"며 전단을 교체하지 않았다. 키웨스트의 한 상점에서는 "범 파토는 어디 있나?", "그 대답은 범이 사라졌다", "엘 제페에게 무슨 일이 일어났나?" 등의 문구가 적힌 티셔츠를 판매했다. 상점 주인은 이 티셔츠가 대량으로 판매되었다고 말했으며, 구매자들이 "아마도 코카인을 많이 하는 것을 좋아하는 젊은이들"일 것이라고 보고했고, 찰스 애덤스도 구매자 중 하나였다고 언급했다. 1986년, 범 파토는 법적으로 사망 선고를 받아 그의 아내가 각각 약 5,000달러와 2,000달러 상당의 연금과 보험금을 받을 수 있게 되었다.

## 유산
파토의 생애는 2020년 《범 파토 이야기》라는 제목의 7부작 팟캐스트와 2021년 파멜라 스티븐슨이 제작한 《범 파토 - 더 뮤지컬》이라는 뮤지컬의 주제가 되었다. 이러한 작품들은 그의 삶과 실종에 대한 지속적인 관심을 반영하고 있다. 이는 파토의 이야기가 단순한 범죄 사건을 넘어서 대중문화의 한 부분으로 자리 잡았음을 보여준다.